# Penshurst (New South Wales)
Penshurst ist ein Stadtteil der Metropole Sydney in New South Wales, Australien. Penshurst liegt 17 Kilometer südlich des Central Business Districts von Sydney und ist ein Teil des St George Gebiets. Der Stadtteil hat etwa 12.592 Einwohner (Stand 2021). 
Penshurst ist aufgeteilt auf die beiden Verwaltungsgebiete Hurstville City und Kogarah Council. Die Postleitzahl ist 2222.